# Thyonicola americanus
Thyonicola americanus är en snäckart som beskrevs av Tikasingh 1961. Thyonicola americanus ingår i släktet Thyonicola och familjen Eulimidae. Inga underarter finns listade i Catalogue of Life.